# Scheepskat

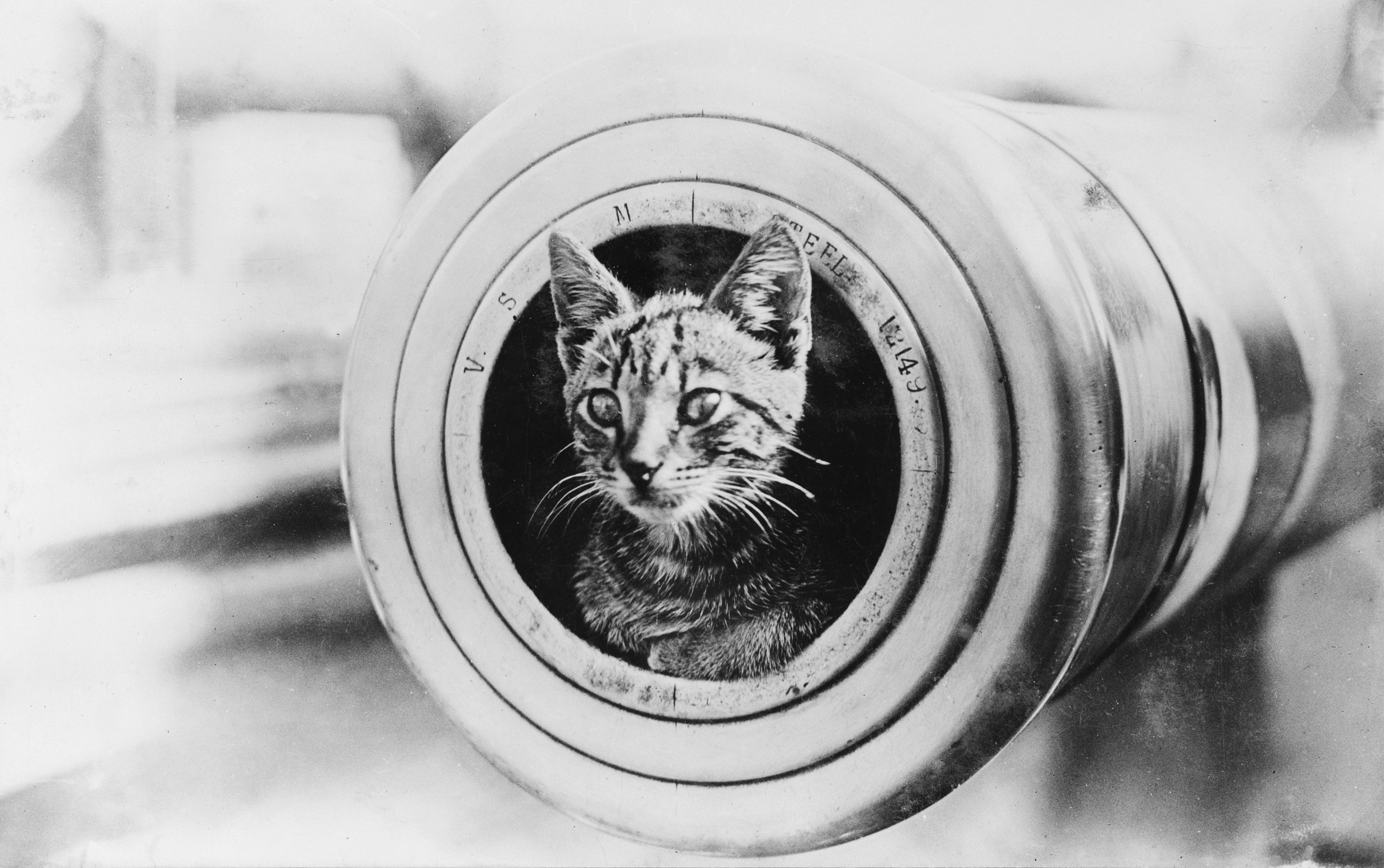
Scheepskat aan boord van de HMAS Encounter, tijdens de Eerste Wereldoorlog

De scheepskat is een gedomesticeerde kat die meevaart aan boord van een schip. Dit gebruik kwam zeker in vroegere tijden in veel takken van de scheepvaart voor, zoals op handelsschepen, verkenningsschepen en in de marine en bestaat nog steeds. Het heeft mede bijgedragen aan de wereldwijde verspreiding van de kat.

## Achtergrond
De voornaamste reden om katten mee te nemen aan boord van een schip was ter bestrijding van muizen en ratten, die vaak ook aan boord van schepen wisten te komen en daar een bedreiging vormden voor de voedselvoorraden of schade aan het schip zelf kunnen toebrengen. Het feit dat katten niet alleen op deze dieren jagen, maar zich ook makkelijk aan kunnen passen aan een leven aan boord van een schip, maakte hen uitermate geschikt voor dit doel. Tevens zorgden katten voor wat gezelschap voor de matrozen, die vaak lange tijd weg waren van huis.
De traditie van scheepskatten bestaat reeds sinds de oudheid. De oude Egyptenaren namen reeds katten mee aan boord de Nijl op. Ook de Vikingen namen katten mee op hun schepen van de 8e tot de 11e eeuw.
In 1975 verbood de Royal Navy het gebruik van scheepskatten om hygiënische redenen.

## Beroemde scheepskatten

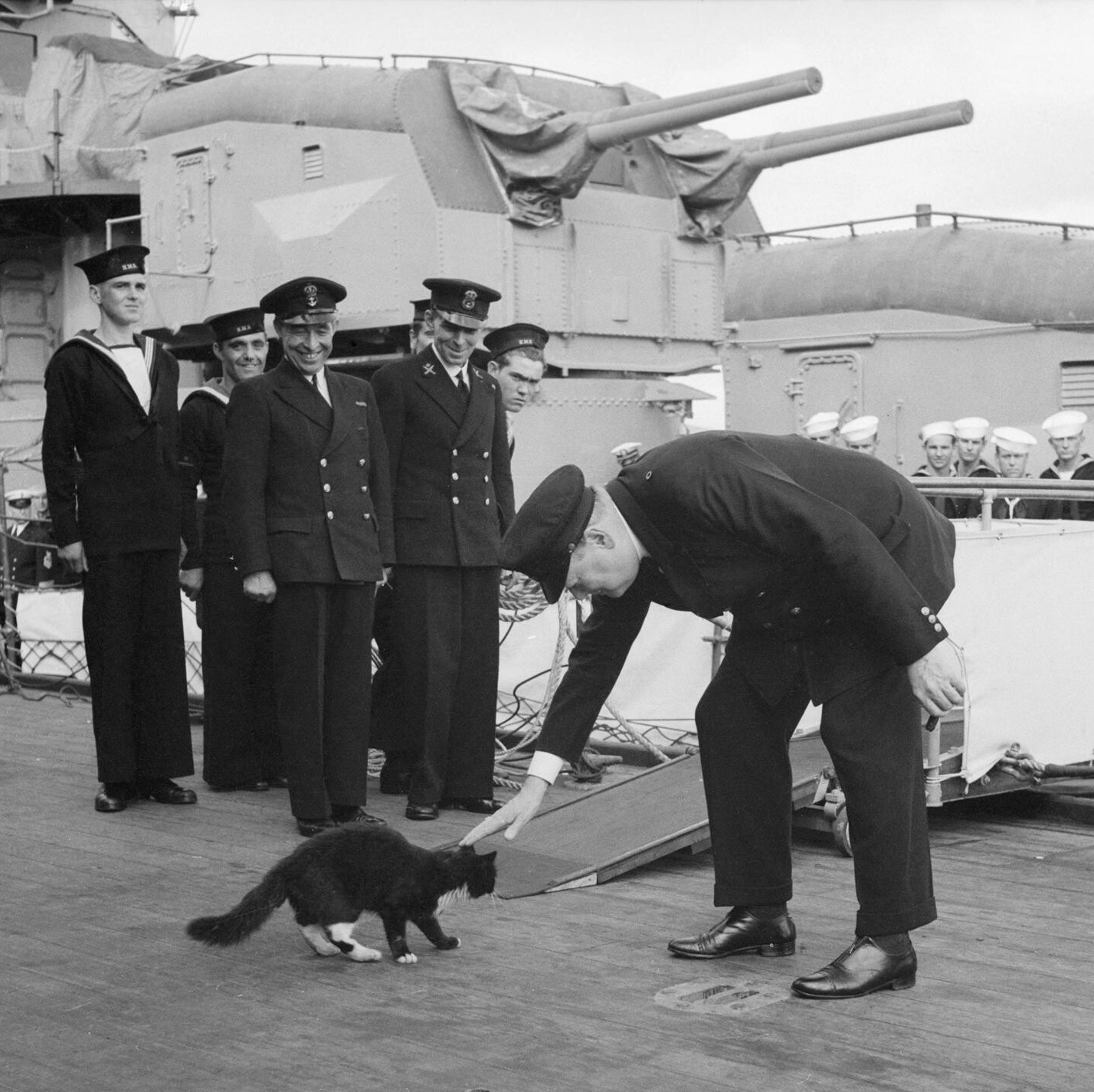
Premier Winston Churchill groet Blackie alvorens de oversteek te maken van de HMS Prince of Wales naar de USS McDougal (DD-358)

Met name tijdens de Tweede Wereldoorlog, toen massacommunicatie toenam en marineschepen wereldwijd werden ingezet, verkregen een aantal scheepskatten de status van beroemdheid.
BlackieBlackie was de scheepskat van de HMS Prince of Wales. Hij werd wereldwijd beroemd toen dit schip in augustus 1941 de Britse Premier Winston Churchill naar NS Argentia bracht voor een geheime ontmoeting met de Amerikaanse president Franklin Delano Roosevelt. Op het moment dat Churchill de overstap wilde maken naar het Amerikaanse schip USS McDougal, kwam Blackie voorbij, waarop Churchill even stopte om de kat aan te halen. De foto die van dit moment werd gemaakt verscheen vervolgens in kranten wereldwijd. Blackie overleefde de ondergang van de Prince of Wales later dat jaar, en werd met andere overlevenden naar Singapore gebracht.
JennyJenny was de scheepskat van de RMS Titanic. Ze wordt genoemd in rapporten opgesteld door verscheidene bemanningsleden die de ramp overleefden. Aangenomen wordt dat ze met het schip ten onder gegaan is, samen met haar kittens, maar er zijn geruchten dat ze het schip nog voor vertrek al verlaten had.
Onzinkbare SamSam, oorspronkelijk Oskar genaamd, was de scheepskat van het Duitse slagschip Bismarck. Zijn bijnaam “onzinkbare Sam” kreeg hij door het feit dat hij driemaal de ondergang van een schip overleefde. Allereerst de ondergang van de Bismarck zelf, 27 mei 1941. Samen met andere overlevenden werd hij opgepikt door de HMS Cossack. De Cossack zelf zonk op 24 oktober dat jaar, en ook nu overleefde Sam het. Hij werd naar Gibraltar gebracht, waar hij scheepskat werd op de HMS Ark Royal. Dit schip werd in november 1941 getorpedeerd. Ook nu werd Sam gered, waarna hij naar een huis aan land werd gebracht. Een portret van Onzinkbare Sam hangt nog altijd in het National Maritime Museum te Greenwich.
TrimTrim was de scheepskat aan boord van schepen onder het bevel van Matthew Flinders tijdens diens expeditie om de kustlijn van Australië in kaart te brengen. Daarmee was Trim de eerste kat die rondom Australië voer. Er bestaan twee standbeelden van hem en zijn eigenaar, een in Sydney en een in Donington.
SimonSimon was de scheepskat aan boord van de HMS Amethyst, een schip van de Royal Navy. Hij raakte zwaargewond tijdens het incident van Yangtze, waarbij de Amethyst onder vuur werd genomen en 25 bemanningsleden omkwamen. Simon herstelde aanvankelijk en werd toen het schip terugkeerde in Engeland een beroemdheid. Eenmaal thuis bezweek hij aan een infectie. Hij kreeg postuum de Dickin Medal.
Mrs. ChippyMrs. Chippy was scheepskat aan boord van de Endurance tijdens de Endurance-expeditie. Toen de Endurance vastliep in het ijs en zonk, zag de bemanning zich uiteindelijk genoodzaakt om Mrs. Chippy, net als de sledehonden, af te maken.